# بيابينيم
بيابينيم (Biapenem) دواء مستحضر صيدلاني. بيابينيم هو مادة جديدة مضادة للبكتريا بالحقن carbapenem ذات طيف واسع في المختبر وفعالية مضادة للبكتريا التي تشمل العديد من البكتيريا الهوائية واللاهوائية، البكتيريا سالبة الجرام وموجبة الجرام، بما في ذلك الأنواع المنتجة للبيتا-لاكتماز . بيابينيم أكثر استقرارا من imipenem، meropenem وpanipenem التي تتحلل مائياً عن طريق الكلى من قبل الإنسان بواسطة dihydropeptidase-I (DHP-I)، بعد الحقن الوريدي، يتم توزيع بيابينيم بشكل واسع ويتغلغل بشكل جيد في الأنسجة المختلفة (مثل أنسجة الرئة) وسوائل الجسم (مثل البلغم، والانصباب الجنبي، سائل تجويف البطن).

## الزمرة الدوائية
بيابينيم عامل مضاد للالتهاب، وهو من المواد التي تمنع العناصر المعدية أو الكائنات الحية الدقيقة من الانتشار أو تقوم بإبادة الجراثيم المعدية من أجل منع انتشار العدوى. يعتبر من:
- مضادات الجراثيم.
- مضاد حيوي كاربابينيم.[7]

## الخواص
- بيابينيم أكثر نشاطا من الأمبيسلين/سولباكتام، تيكارسيلين/كلافولانات (حمض الكلافولينيك)، بيبيراسيلين، سيفوكسيتين، سيفوتاكسيم، سيفترياكسون.
- أكثر نشاطاً بـ 32 و 4 أضعاف من الكليندامايسين وميترونيدازول، على التوالي.

## الاستخدام الطبي
- لديها نشاط واسع الطيف في المختبر ضد اللاهوائيات.
- فعال أيضاً ضد كل من الشعيرية B، Prevotella، كلوستريديوم، وسلالات المكورات اللاهوائية الجرثومية..[8]